# Acuérdate de vivir
Acuérdate de vivir és una pel·lícula dramàtica mexicana de 1953 dirigida per Roberto Gavaldón i protagonitzada per Libertad Lamarque, Carmen Montejo i Miguel Torruco. Fou exhibida a la 1a Setmana Internacional del Cinema de Sant Sebastià.

## Main cast
- Libertad Lamarque - Yolanda
- Carmen Montejo - Leonora
- Miguel Torruco - Manuel Iturbide
- Joaquín Cordero - Jorge - adult
- Elda Peralta - Marta
- Yolanda Varela - Silvia
- Luis Rodríguez - Andrés
- Tito Novaro - José Eduardo Pacheco
- Dolores Camarillo - Margarita
- Juan Orraca Jr. - Andrés, nen
- Nicolás Rodríguez hijo - Jorge, nen
- Bárbara Gil - Esther
- Tito Junco - Ingeniero Raúl Fuentes